# Ian Hart
Ian Hart (született: Ian Davies, 1964. október 8. Liverpool, Anglia) angol színész.

## Élete
Szülővárosában, Liverpoolban kezdett színészkedni még gyerekként. Első nagy szerepét 1994-ben kapta, amikor a Backbeat című filmben John Lennon-t játszhatta el. Ezzel a szereppel tett szert az ismertségre.
Felesége, Lynn Currie tanár, 2 gyermekük van:  Daisy 1996-ban, Holly, 2001-ben született.
A Hart nevet barátjától, Barbara Hart-tól vette át.
Az Everton F.C. szurkolója.

## Filmográfia

### Filmek
| Év   | Magyar cím                                       | Eredeti cím                                                | Szerep                                      | Magyar hang       |
| ---- | ------------------------------------------------ | ---------------------------------------------------------- | ------------------------------------------- | ----------------- |
| 1985 |                                                  | No Surrender                                               | Bizonytalan veszély                         |                   |
| 1988 |                                                  | The Zip                                                    | fiú                                         |                   |
| 1991 |                                                  | The Hours and Times                                        | John Lennon                                 |                   |
| 1994 | A kezdetek                                       | Backbeat                                                   | John Lennon                                 | Rajkai Zoltán     |
| 1994 |                                                  | Backbeat Band: Money, Version 2                            | John Lennon                                 |                   |
| 1995 | Haza és szabadság                                | Land and Freedom                                           | David Carr                                  |                   |
| 1995 | Az angol, aki dombra ment fel és hegyről jött le | The Englishman Who Went Up a Hill But Came Down a Mountain | Johnny 'Shellshocked                        | Földi Tamás       |
| 1995 |                                                  | Clockwork Mice                                             | Steve                                       |                   |
| 1995 | Semmi személyes                                  | Nothing Personal                                           | Ginger                                      |                   |
| 1996 | Higgy nekem                                      | Hollow Reed                                                | Tom Dixon                                   |                   |
| 1996 | Michael Collins                                  | Michael Collins                                            | Joe O'Reilly                                | Háda János        |
| 1997 | Arany az utcán                                   | Gold in the Streets                                        | Des                                         |                   |
| 1997 | Robinson Crusoe kalandos élete                   | Robinson Crusoe                                            | Daniel DeFoe                                | Haás Vander Péter |
| 1997 | A kis véreskezű                                  | The Butcher Boy                                            | Alo bácsi                                   |                   |
| 1997 |                                                  | Mojo                                                       | Mickey                                      |                   |
| 1998 |                                                  | Monument Ave.                                              | Mouse                                       |                   |
| 1998 |                                                  | Frogs for Snakes                                           | Quint                                       |                   |
| 1998 | Vad szépség                                      | B. Monkey                                                  | Steve Davis                                 |                   |
| 1998 | A közellenség                                    | Enemy of the State                                         | John Bingham                                | Juhász György     |
| 1999 | A szerelem forgandó                              | This Year's Love                                           | Liam                                        |                   |
| 1999 | Csodaország                                      | Wonderland                                                 | Dan                                         |                   |
| 1999 | Kitörés                                          | Spring Forward                                             | Fran                                        |                   |
| 1999 | Egy kapcsolat vége                               | The End of the Affair                                      | Mr. Parkis                                  | Rosta Sándor      |
| 1999 |                                                  | Bait                                                       | apa                                         |                   |
| 2000 | Nőt akarunk!                                     | The Closer You Get                                         | Kieran                                      | Csőre Gábor       |
| 2000 |                                                  | Best                                                       | Nobby Stiles                                |                   |
| 2000 |                                                  | Aberdeen                                                   | Clive                                       |                   |
| 2000 |                                                  | Liam                                                       | apa                                         |                   |
| 2000 |                                                  | Born Romantic                                              | Második taxisofőr                           |                   |
| 2000 |                                                  | Bring Me Your Love                                         | Harry Weaver                                |                   |
| 2001 |                                                  | Strictly Sinatra                                           | Tony Cocozza                                |                   |
| 2001 | Harry Potter és a bölcsek köve                   | Harry Potter and the Sorcerer's Stone                      | Quirinus Mógus professzor                   | Lippai László     |
| 2002 |                                                  | Unhinged                                                   | Eric                                        |                   |
| 2002 | Magassági mámor                                  | Killing Me Softly                                          | Felettes rendőr                             | Hajtó Aurél       |
| 2003 | Oroszlánbarlang                                  | Den of Lions                                               | Rob Shepard                                 |                   |
| 2003 |                                                  | Cheeky                                                     | Alan                                        |                   |
| 2003 |                                                  | Blind Flight                                               | Brian Keenan                                |                   |
| 2004 |                                                  | Every Seven Years                                          | Liam                                        |                   |
| 2004 | Én, Pán Péter                                    | Finding Neverland                                          | Arthur Conan Doyle                          |                   |
| 2004 | Zsinóron                                         | Strings                                                    | Ghrak (hangja)                              |                   |
| 2005 |                                                  | A Cock and Bull Story                                      | Joe                                         |                   |
| 2005 | Bulvársztori                                     | Rag Tale                                                   | Morph                                       |                   |
| 2005 | Reggeli a Plútón                                 | Breakfast on Pluto                                         | P.C. Wallis                                 |                   |
| 2005 | Ripley a mélyben                                 | Ripley Under Ground                                        | Bernard Sayles                              | Háda János        |
| 2006 |                                                  | Trigger Happy                                              | férfi                                       |                   |
| 2007 |                                                  | Both                                                       | Moussa                                      |                   |
| 2007 |                                                  | A Girl and a Gun                                           | Johnny                                      |                   |
| 2007 |                                                  | Int. Bedsit - Day                                          | Pete                                        |                   |
| 2007 | Függők                                           | Intervention                                               | Harry III Jr.                               |                   |
| 2008 |                                                  | Still Waters Burn                                          | Jack Price                                  |                   |
| 2009 |                                                  | Morris: A Life with Bells On                               | Endeavour                                   |                   |
| 2009 |                                                  | A Boy Called Dad                                           | Joe                                         |                   |
| 2009 |                                                  | Within the Whirlwind                                       | Beylin                                      |                   |
| 2010 |                                                  | Watching                                                   | Carrik                                      |                   |
| 2011 | Harry Potter és a Halál ereklyéi 2.              | Harry Potter and the Deathly Hallows – Part 2              | Quirinus Mógus professzor (archív felvétel) |                   |
| 2012 |                                                  | Hard Boiled Sweets                                         | Joyce                                       |                   |
| 2014 |                                                  | Tiny Ruins: Carriages                                      | Felbujtó                                    |                   |
| 2015 |                                                  | Dough                                                      | Victor Gerrard                              |                   |
| 2015 |                                                  | Urban Hymn                                                 | Ian Wilson                                  |                   |
| 2016 |                                                  | Native                                                     | Telepatikus hang                            |                   |
| 2016 |                                                  | Johnno's Dead                                              | narrátor                                    |                   |
| 2016 |                                                  | Dusty and Me                                               | Eddie 'Big Eddie'                           |                   |
| 2017 | Isten országa                                    | God's Own Country                                          | Martin Saxby                                |                   |
| 2017 |                                                  | uk18                                                       | Darren                                      |                   |
| 2017 |                                                  | Modern Life Is Rubbish                                     | A görbe                                     |                   |
| 2018 | Két királynő                                     | Mary Queen of Scots                                        | Lord Maitland                               | Rubold Ödön       |
| 2020 | Szökés Pretoriából                               | Escape from Pretoria                                       | Denis Goldberg                              | Katona Zoltán     |
| 2020 |                                                  | The 11th Green                                             | James Forrestal                             |                   |
| 2022 | Marlowe                                          | Marlowe                                                    | Joe Green                                   | Seder Gábor       |
| 2022 | Marlowe                                          | Marlowe                                                    | Joe Green                                   | Háda János        |
| 2023 |                                                  | Shoshana                                                   | Robert Chambers                             |                   |

### Televíziós szerepek
| Év        | Magyar cím                                         | Eredeti cím                                       | Szerep                  | Megjegyzések                              |
| --------- | -------------------------------------------------- | ------------------------------------------------- | ----------------------- | ----------------------------------------- |
| 1983      |                                                    | One Summer                                        | Rabbit                  | minisorozat                               |
| 1984      |                                                    | Travelling Man                                    | Kyffin Rees             | 1 epizód                                  |
| 1985      |                                                    | The Brothers McGregor                             | Youth                   | 1 epizód                                  |
| 1986      |                                                    | The Practice                                      | William Griffin         | 3 epizód                                  |
| 1987      |                                                    | The Marksman                                      | Comic                   | 1 epizód                                  |
| 1989      |                                                    | The Play on One                                   | Christie                | 1 epizód                                  |
| 1990      |                                                    | Chain                                             | Hawkins                 | minisorozat                               |
| 1992      |                                                    | Medics                                            | John                    | 1 epizód                                  |
| 1992      |                                                    | EastEnders                                        | Mick                    | 4 epizód                                  |
| 1995      |                                                    | Loved Up                                          | Tom                     | tévéfilm                                  |
| 2000      | A hosszúsági fok                                   | Longitude                                         | William Harrison        | tévéfilm                                  |
| 2000      | A sátán kutyája                                    | The Hound of the Baskervilles                     | John Watson             | tévéfilm magyar hangja Forgács Gábor      |
| 2000      |                                                    | Dad's Dead                                        | narrátor                | rövidfilm                                 |
| 2003      |                                                    | Eroica                                            | Ludwig van Beethoven    | tévéfilm                                  |
| 2004      | Sherlock Holmes és a selyemharisnya esete          | Sherlock Holmes and the Case of the Silk Stocking | John Watson             | tévéfilm                                  |
| 2005      | A szűz királynő                                    | The Virgin Queen                                  | William Cecil           | minisorozat magyar hangja Sótonyi Gábor   |
| 2007–2008 | Dirt: A hetilap                                    | Dirt                                              | Don Konkey              | főszereplő magyar hangja Epres Attila     |
| 2009      |                                                    | Moving On                                         | Jake                    | 1 epizód                                  |
| 2009      |                                                    | Father & Son                                      | Tony Conroy             | minisorozat                               |
| 2010      |                                                    | Five Daughters                                    | Stewart Gull            | minisorozat                               |
| 2010      |                                                    | When Harvey Met Bob                               | Harvey Goldsmith        | tévéfilm                                  |
| 2011      |                                                    | The Man Who Crossed Hitler                        | Adolf Hitler            | tévéfilm                                  |
| 2011–2012 | Befutó                                             | Luck                                              | Lonnie                  | főszereplő magyar hangja Galbenisz Tomasz |
| 2013      |                                                    | Playhouse Presents                                | John Lennon             | 1 epizód                                  |
| 2013      | Bates Motel – Psycho a kezdetektől                 | Bates Motel                                       | Will Decody             | 2 epizód                                  |
| 2013      | A S.H.I.E.L.D. ügynökei                            | Agents of S.H.I.E.L.D.                            | Franklin Hall           | 1 epizód magyar hangja Harsányi Gábor     |
| 2013      |                                                    | Rogue Files: Reparation                           | Wilson                  | 1 epizód                                  |
| 2013–2015 |                                                    | My Mad Fat Diary                                  | Kester Gill             | főszereplő                                |
| 2014      |                                                    | Klondike                                          | Soapy Smith             | minisorozat                               |
| 2014      |                                                    | The Driver                                        | Colin Vine / Craig Vine | minisorozat                               |
| 2014      | Boardwalk Empire - Gengszterkorzó                  | Boardwalk Empire                                  | Ethan Thompson          | 4 epizód                                  |
| 2015–2020 | Az utolsó királyság                                | The Last Kingdom                                  | Beocca                  | főszereplő                                |
| 2016      | Bakelit                                            | Vinyl                                             | Peter Grant             | 1 epizód                                  |
| 2016      | Bates Motel – Psycho a kezdetektől                 | The Secret Agent                                  | professzor              | minisorozat                               |
| 2018      | Terror                                             | The Terror                                        | Thomas Blanky           | főszereplő magyar hangja Scherer Péter    |
| 2018      | Sherlock és Watson                                 | Elementary                                        | Baynes professzor       | 1 epizód                                  |
| 2018      | Távterápia                                         | Hang Ups                                          | Sam Travers             | 1 epizód magyar hangja Bartók László      |
| 2019      |                                                    | Urban Myths                                       | Hans Christian Andersen | 1 epizód                                  |
| 2020      |                                                    | Noughts + Crosses                                 | Ryan McGregor           | 5 epizód                                  |
| 2021–2023 | A Moszkitó-part                                    | The Mosquito Coast                                | William "Bill" Lee      | 11 epizód                                 |
| 2021      | A segítség                                         | Help                                              | Steve                   | tévéfilm                                  |
| 2022      | Harry Potter 20. évforduló – Visszatérés Roxfortba | Harry Potter 20th Anniversary: Return to Hogwarts | önmaga                  | különkiadás                               |
| 2022      | A rendfenntartó                                    | The Responder                                     | Carl Sweeney            | 3 epizód magyar hangja Gyabronka József   |
| 2024      |                                                    | Mr Bates vs The Post Office                       | Bob Rutherford          | 3 epizód                                  |

## Díjak és jelölések
- 1995 - Velencei Filmfesztivál - Legjobb férfi mellékszereplő - (Semmi személyes)